# Pterioida
Ordre
Les Pterioida (ptérioïdes en français) sont un ordre de mollusques bivalves.
Ils ont des coquilles souvent épaisses et ornées de côtes ou arêtes concentriques. Elles sont souvent équilatérales mais non équivalves.

## Liste des familles
Selon ITIS et ADW cet ordre contient les familles d'huîtres perlières tropicales :
- famille Isognomonidae Woodring, 1925,
- famille Malleidae Lamarck, 1819,
- famille Pinnidae Leach, 1819,
- famille Pteriidae Gray, 1847,
- famille Pulvinitidae Stephenson, 1941.

Les familles d'huîtres « vraies » qui suivent, autrefois incluses dans les Pterioida, sont maintenant classées dans l'ordre des Ostreoida Ferussac, 1822 :
- famille Anomiidae Rafinesque, 1815,
- famille Dimyidae P. Fischer, 1887,
- famille Entoliidae Korobkov, 1960,
- famille Gryphaeidae Vyalov, 1936,
- famille Ostreidae Rafinesque, 1815,
- famille Pectinidae Rafinesque, 1815,
- famille Plicatulidae Watson, 1930,
- famille Propeamussidae R. T. Abbott, 1954,
- famille Spondylidae Gray, 1826,
- famille Syncyclonemidae Waller, 1978,
- famille Ramonalinidae Yancey, Wilson & Mione, 2009.